# Terme Vigliatore
Terme Vigliatore è un comune italiano di 7 338 abitanti della città metropolitana di Messina in Sicilia.

## Geografia fisica
Al centro del golfo tra le penisole di Milazzo e il promontorio del Tindari, di fronte alle isole Eolie, sorge in una zona pianeggiante, posta a 10 metri sopra il livello del mare. Il territorio comunale è attraversato da due corsi d'acqua a carattere torrentizio: il Mazzarrà e il Patrì (o Termini). Quest'ultimo segna il confine est con il comune di Barcellona Pozzo di Gotto. Sono poi presenti alcuni corsi d'acqua minori localmente indicati come i saji (traslitterato in italiano come "le saie"). Alcune di queste saie sono denominate: Rodusa o Catanzaro (sulla quale è stato eretto un ponte stradale che copre l'intera saia nel tratto compreso tra la via Benedettina Inferiore e la via Maceo), Mollerino, Margiotto.

## Storia
L'abitato di Terme Vigliatore ha antiche radici; sappiamo che le sue acque sulfuree, in particolare quelle della Fons Veneris (Fonte di Venere), erano già note in età romana.

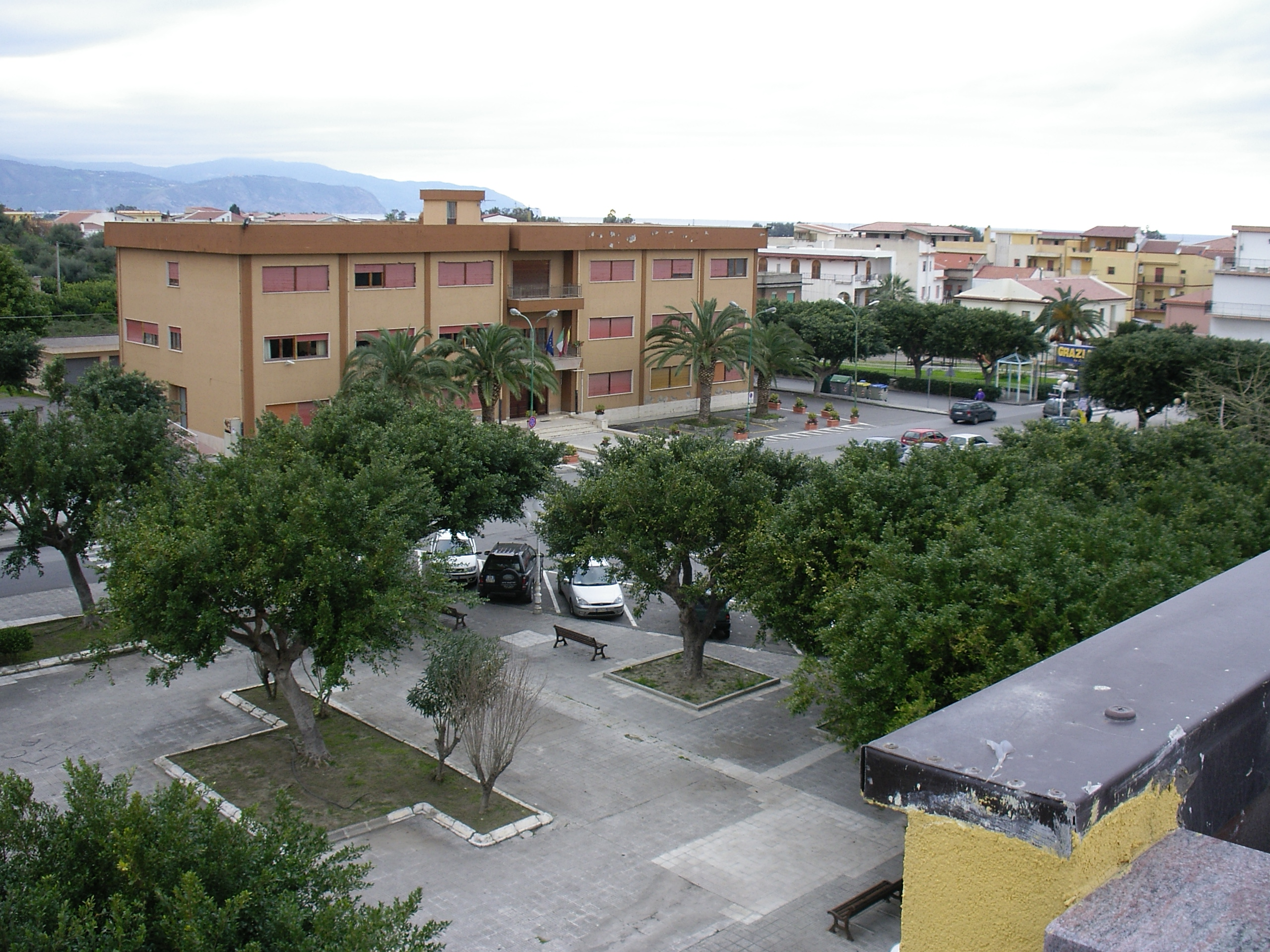
Palazzo municipale di Terme Vigliatore

Vigliatore prende il nome dal vicino fiume omonimo (chiamato Vigilator in età romana) e Terme dagli stabilimenti termali una volta presenti nella zona. Tutta questa zona faceva parte del comune di Castroreale, da cui si è distaccata il 17 luglio 1966 con legge regionale n. 15 del 28 giugno 1966 (data alla quale è stata dedicata la lunga strada perpendicolare al municipio). La sede comunale è nell'ex Castroreale Terme, zona in cui sorgevano gli stabilimenti termali famosi per la cura di malattie respiratorie, cutanee e del fegato e del ricambio
Risale alla seconda metà del I secolo a.C. la Villa Romana sita a San Biagio, caratterizzata da un sistema di canalizzazioni che permetteva agli aristocratici del tempo di usufruire delle acque termali, che all'interno conserva ancora una bellissima pavimentazione a mosaico.
È invece del XVI secolo la chiesetta della Madonna delle Grazie, eretta sui ruderi di un monastero benedettino.

### Simboli
Lo stemma e il gonfalone sono stati concessi con decreto del presidente della Repubblica del 27 dicembre 1991.
Il gonfalone è un drappo partito di bianco e di azzurro.

## Monumenti e luoghi d'interesse
- Villa delle Thermae - Villa romana situata a San Biagio risalente al I secolo d.C.
- Chiesa dei Benedettini - Chiesa dei Benedettini situata al centro del Parco dei Benedettini ove si svolge storicamente la "Fiera di Termini" nella giornata del 13 settembre nonché inizio dei festeggiamenti della patrona Santa Maria delle Grazie.
- Chiesa della Madonna delle Grazie - Eretta sui ruderi di un monastero dei benedettini, sulla porta principale si può leggere:

Filippo IV Re potentissimo di Sicilia e di Spagna. Alla maggior gloria di Dio e di Sua Madre la Vergine Maria e a beneficio dei Popoli , questa “Fiera”, volgarmente detta "di Termini", fu ricondotta dai solertissimi Padri MICHELE LOCOCO, FRANCESCO ALBERTI, MARIO BASILICO e MICHELE MARIA CAMMARERI, libera da Imposte Regie nell'anno del Signore 1643.»
- Forca di Maceo - Antica struttura eretta per le esecuzioni dei condannati a morte.
- Il gazebo - Sul lungomare di marchesana è presente "il gazebo": si tratta di una grande volta a crociera costruita in gran parte in legno.

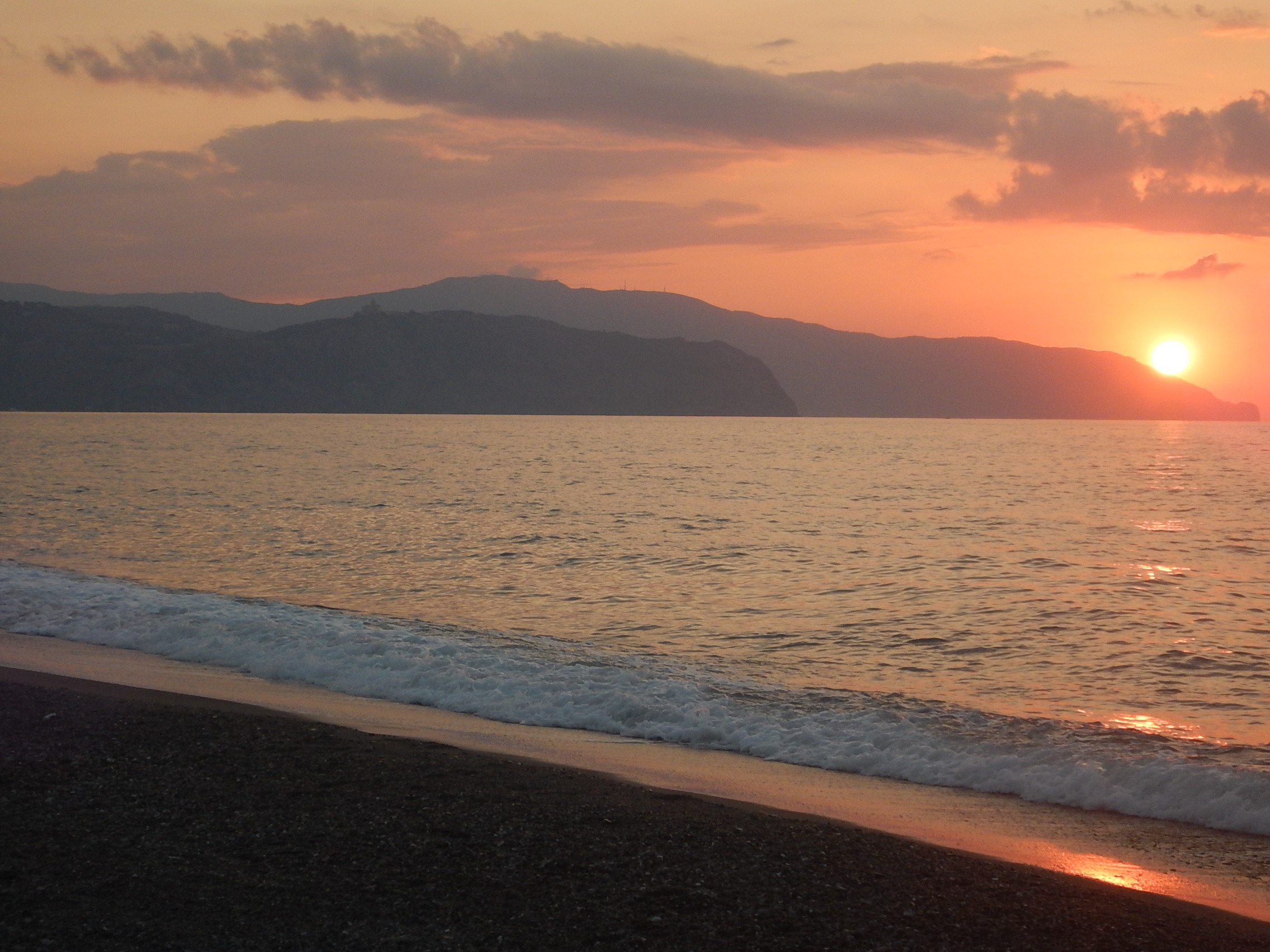
La spiaggia di Marchesana al tramonto su capo Tindari e capo Calavà

## Società

### Evoluzione demografica
Abitanti censiti

Numero di famiglie=3,874 (Aggiornamento del 2019)
Numero abitazioni=3,264
Nucleo familiare=2,44

## Cultura

### Eventi
- Fiera di Termini (antica fiera del bestiame e dell'artigianato locale - 13 settembre)
- Processione religiosa in onore della patrona Santa Maria delle Grazie (15 settembre)
- Processione religiosa in onore alla patrona Santa Maria delle Grazie - Frazione Vigliatore, (ultima domenica di luglio)
- Processione religiosa in onore al santo patrono san Biagio - Frazione San Biagio, (prima domenica di agosto)
- Presepe vivente (nei pressi della piazza Municipio, fine dicembre-inizio gennaio - dal 2008)
- Gioco della "Pignata", il 3 febbraio, festa di s. Biagio (Fonte: C. Autiero, Guida alle Feste popolari in Italia, 1990)
- Carnevale Termense, periodo di carnevale

## Geografia antropica
Il paese è un unico centro abitato derivante dalla fusione dei due agglomerati urbani principali di Terme (dove risiede il 60% della popolazione comunale) e Vigliatore, e di quelli minori di:
- San Biagio, si trova tra Terme e Vigliatore, lungo la Strada statale 113 Settentrionale Sicula;
- Marchesana, situata lungo la costa marittima, è caratterizzata da villette e abitazioni prettamente popolate d'estate da numerosi vacanzieri, e cittadini di paesi limitrofi.
- Acquitta, borgata marina al confine con la frazione Tonnarella del comune di Furnari, borgo di pescatori e meta di villeggianti e bagnanti. La zona di Acquitta è considerata parte di Tonnarella

## Economia
L'attività economica si basa principalmente sulla produzione agricola: vengono coltivati frutta, olive, ortaggi, uva e agrumi. È molto sviluppata anche l'attività florovivaistica.
Tipica è l'estrazione di oli essenziali e la produzione di citrato di limone e di succhi agrumari, esportati in diversi paesi.
Negli ultimi tempi si è sviluppato il settore terziario (commercio e turismo).

## Infrastrutture e trasporti

### Strade
Terme Vigliatore è situato lungo la Strada statale 113 Settentrionale Sicula tra il km 49 ed il km 56. Il territorio di Terme Vigliatore è attraversato anche da altre sei Strade provinciali: dalla SP99 di Tonnarella, dalla SP94 di San Biagio, dalla SP97C Calvano Ponte Cicero, dalla SP93 di Rodì Milici, dalla SP98 dell'Acquitta e dalla SP91 di Marchesana.
Il Comune di Terme Vigliatore non è raggiungibile direttamente tramite autostrada, ma il casello autostradale più prossimo è quello di Barcellona Pozzo di Gotto sull'Autostrada A20, distante circa 5 km.
- Casello autostradale  Messina-Palermo  Barcellona Pozzo di Gotto

### Ferrovie
- Stazione di Novara-Montalbano-Furnari
- Stazione di Terme Vigliatore

Terme Vigliatore è servito dalla ferrovia Palermo-Messina. Il territorio comunale dispone attualmente di tre impianti ferroviari, di cui uno dismesso e due attivi.
L'impianto dismesso è la vecchia stazione di Terme Vigliatore, soppressa ufficialmente nel 1991, mentre la nuova fermata di Terme Vigliatore, entrata in servizio nel 1991, soppressa nel 2009 e da qualche anno riattiva, si trova a qualche passo dalla Chiesa dei Benedettini, con rispettivo Parco dei Benedettini. L'altro impianto attivo è la stazione di Novara-Montalbano-Furnari, conosciuta come la "stazione di Furnari", per via della sua vicinanza a quest'ultimo. Tale stazione ferroviaria è situata a Vigliatore.

### Autolinee
- Da Terme Vigliatore l'AST effettua collegamenti extra-urbani nei giorni feriali con Furnari, Portorosa, Tonnarella, Tripi, Fondachelli-Fantina, Falcone, Oliveri, Patti, Montalbano Elicona, Basicò, Rodì Milici, Mazzarrà Sant'Andrea, Floresta, Novara di Sicilia, Castroreale, Barcellona Pozzo di Gotto, Milazzo, Merì, Olivarella e Messina.

## Amministrazione
commissario prefettizio dal 2005 al 2008
| Periodo       | Periodo       | Primo cittadino  | Partito | Carica                    | Note |
| ------------- | ------------- | ---------------- | ------- | ------------------------- | ---- |
| giugno 1997   | maggio 2002   | Bartolo Cipriano |         | Sindaco                   |      |
| maggio 2002   | giugno 2005   | Gennaro Nicolò   |         | Sindaco                   |      |
| giugno 2008   | giugno 2018   | Bartolo Cipriano |         | Sindaco                   |      |
| giugno 2018   | dicembre 2020 | Domenico Munafò  |         | Sindaco                   |      |
| dicembre 2020 | ottobre 2021  | Angelo Sajeva    |         | Commissario straordinario |      |
| ottobre 2021  | in carica     | Bartolo Cipriano |         | Sindaco                   |      |

## Sport
Negli anni passati la squadra di calcio di Terme Vigliatore ha anche militato nel campionato di Eccellenza Sicilia.
Attualmente la Città possiede una squadra denominata A.S.D. Terme Vigliatore. Essa milita nel campionato di Prima Categoria Sicilia e disputa le proprie gare interne presso il campo sportivo comunale "Italia '90" di Terme Vigliatore.